# A Vida Íntima de uma Obra-Prima
A Vida Íntima de uma Obra Prima foi uma série de documentários do canal de televisão britânico BBC, que contou as histórias por detrás de grandes obras de arte; 29 episódios da série foram transmitido pela BBC Two, que teve início em 2001 e terminou em 2010. Inicialmente funcionou por 5 temporadas de 2001 a 2006, para um total de 22 episódios, cada episódio de 50 minutos de duração. Uma caixa de 7 DVDs da série foi lançada em 2007. Mais 7 episódios foram transmitidos entre 2006 e 2010.
A série foi produzida pela produtora independente de televisão Fulmar TV, com sede em Cardiff. O produtor da série, que também concebeu o conceito do programa, foi Jeremy Bugler.
A série foi elogiada pelo crítico de TV do The Times, David Chater, que a listou no número 30 no Top 50 de Programas de TV do Noughties.
Em Portugal foi transmitida na RTP 2 entre 2009 e 2010.

## Episódios
- Disco Um: Obras Primas da Renascença

Sandro Botticelli: La Primavera
Paolo Uccello: A Batalha de São Romano
Leonardo da Vinci: A Última Ceia
Piero della Francesca: Ressurreição
- Disco Dois: Mestres do séc. XVII

Rembrandt van Rijn: De Nachtwacht
Johannes Vermeer: A Arte da Pintura
Diego Velázquez: Vênus ao espelho
- Disco Três: Obras Primas de 1800 a 1850

Francisco Goya: Três de Maio de 1808 em Madrid
Eugène Delacroix: A Liberdade Guiando o Povo
Katsushika Hokusai: A Grande Onda de Kanagawa
- Disco Quatro: Obras Primas de 1851 a 1900

Édouard Manet: Le déjeuner sur l'herbe
James McNeill Whistler: Arranjo em Cinza e Preto: A Mãe do Artista
Edvard Munch: O Grito
- Disco Cinco: Impressionismo e Pós-Impressionismo

Auguste Renoir: O baile no moulin de la galette
Van Gogh: Doze girassóis numa jarra
Georges Seurat: Tarde de Domingo na Ilha de Grande Jatte
- Disco Seis: Obras Primas do séc. XX

Pablo Picasso: Les demoiselles d'Avignon
Gustav Klimt: O Beijo
Salvador Dalí: Cristo de São João da Cruz
- Disco Sete: Obras Primas da Escultura

Michelangelo: David
Edgar Degas: La Petite Danseuse de Quatorze Ans
Auguste Rodin: O Beijo
Uma série de Natal foi transmitida entre 24 de Dezembro de 2006 e 26 de Dezembro de 2006:
- A vida privada de uma obra-prima do Natal

Jan van Eyck: A Anunciação
Pieter Bruegel: Censos em Belém
Paul Gauguin: Criança de Deus
Um especial de Páscoa foi transmitido em 11 de Abril de 2009:
- A vida privada de uma obra-prima da Páscoa

Caravaggio: A Captura de Cristo
Um especial de Natal foi transmitido em 25 de Dezembro de 2009:
- A vida privada de uma obra-prima do Natal

Sandro Botticelli: A Natividade Mística
Um especial de Páscoa foi transmitido em 03 de Abril de 2010:
- A vida privada de uma obra-prima da Páscoa

Rogier van der Weyden: A Deposição da Cruz
Um especial de Natal foi transmitido em 25 de Dezembro de 2010:
- A vida privada de uma obra-prima do Natal

Filippo Lippi: A Adoração do Menino Jesus